# Dmytro Kryvtsov
Pour les articles homonymes, voir Kryvtsov.
Dmytro Ivanovytch Kryvtsov (en ukrainien : Дмитро Іванович Кривцов, né le 3 avril 1985 à Pervomaïsk (oblast de Mykolaïv), est un coureur cycliste ukrainien.

## Biographie
Dmytro Kryvtsov est le jeune frère de Yuriy Krivtsov. Au contraire de celui-ci, qui a fait toute sa carrière en France depuis le début des années 2000, Dmytro Kryvtsov décide lui de tenter sa chance en Italie. Après avoir couru dans l'équipe ISD, il intègre l'équipe Lampre.
Contrairement à son frère Iouriy qui est devenu français en 2010 et participera au championnat de France à partir de 2011, Dmytro Kryvtsov reste ukrainien et dispute le championnat d'Ukraine.

## Palmarès
- 2003
  - 3e du Chrono des Herbiers juniors
- 2006
  - 3e du championnat d'Ukraine sur route espoirs
- 2007
  - 3e de la Roue tourangelle
  - 7e du championnat d'Europe sur route espoirs
- 2008
  - 2e étape du Grand Prix de Donetsk
  - 1re et 3e étapes du Tour de Ribas
  - 3e du Grand Prix de Donetsk
  - 3e des Cinq anneaux de Moscou
- 2012
  - 2e du championnat d'Ukraine sur route
- 2014
  - 3e du championnat d'Ukraine sur route

## Classements mondiaux
| Année           | 2007 | 2008 | 2009 | 2010 | 2011 | 2012 | 2013 | 2014 |
| --------------- | ---- | ---- | ---- | ---- | ---- | ---- | ---- | ---- |
| UCI Asia Tour   |      |      |      | 180e |      |      | 171e | 416e |
| UCI Europe Tour | 366e | 371e |      |      |      |      | 985e | 261e |